# 레이철 고스웰
레이철 고스웰(Rachel Goswell, 1971년 5월 16일 ~ )은 잉글랜드의 싱어송라이터이다.